# Wieża Hölderlina
Wieża Hölderlina – budynek w Tybindze w południowo-zachodnich Niemczech, w kraju związkowym Badenia-Wirtembergia. Nazwę otrzymał pod koniec XIX wieku na cześć poety Friedricha Hölderlina, który mieszkał tam od 3 maja 1807 roku aż do śmierci w 1843 roku. Jest jednym z najbardziej znanych budynków w Tybindze.

## Historia
Pierwsza wieża w tym miejscu została zbudowana w XIII wieku, jako część średniowiecznych murów miejskich wzdłuż północnego brzegu Neckaru. Na jej fundamentach, zbudowano kolejna wieżą. Istniała ona do 1778 roku, gdy została rozebrana przez Longinusa Fischera, dozorcę zbrojowni miejskiej. Zbudował on w jej miejscu niewielki budynek z ośmioboczną wieżą, która nie była połączona z murami miejskimi. W 1807 roku budynek zakupił stolarz i Ernst Friedrich Zimmer.  Zamieszkał parterze z żoną i dwoma córkami. W jednym z pomieszczeń urządził warsztat stolarski. Zimmer był samoukiem, ale dużo czytał. Był wielbicielem poezji Hölderlina. Dr Autenrieth, który w tym czasie leczył poetę w swoim zakładzie postanowił wynająć u Zimmera pokój dla nieuleczalnie chorego poety. 3 maja 1807 roku Hölderlin zamieszkał w skromnie urządzonej izbie na pierwszym piętrze wieży.
Zimmer kilkakrotnie rozbudowywał dwukondygnacyjny budynek.  W 1807 roku dobudował alkowę na piętrze, a dwa lata później 2 pokoje na poddaszu. Zamieszkali w nich studenci, którzy przyjaźnili się z poetą. W 1820 roku wieżą podwyższono i nad mieszkaniem Hölderlina powstał jeszcze jeden pokój.
W 1838 roku Zimmer zmarł, a opiekę nad poetą przejęła jego córka Charlotta. Hölderlin zmarł 7 czerwca 1843 roku.

### Po śmierci poety
Budynek należał do rodziny Zimmerów do 1865 roku, gdy córka stolarza sprzedała go Sindlingerowi, a ten w 1874 roku odsprzedał szewcowi Carlowi Friedrichowi Eberhardtowi, który ponownie go rozbudował i założył w nim zakład kąpielowy. 14 grudnia 1875 roku budynek spłonął. Ocalała tylko część pomieszczeń na parterze. Wkrótce na fundamentach wzniesiono nową, tym razem okrągłą wieżę ze spiczastym dachem i przylegający do niej większy dom. Na planach budowy pojawiła się nazwa „Wieża Hölderlina”, a budynek zaczęli odwiedzać wielbiciele poety.
Syn szewca Fritz Eberhardt urządził na parterze „pokój Hölderlina”, wyposażając go we współczesne meble, ponieważ z pożaru prawie nic nie ocalało. Gdy zainteresowanie poetą wzrosło, w 1915 roku władze Tybingi wynajęły ten pokój tworząc w nim izbę pamięci. Po ogólnokrajowej zbiórce, w 1921 roku, dom zakupiono, a zarząd przekazano Stowarzyszeniu na rzecz zachowania wieży Hölderlina.

### Towarzystwo Hölderlinowskie

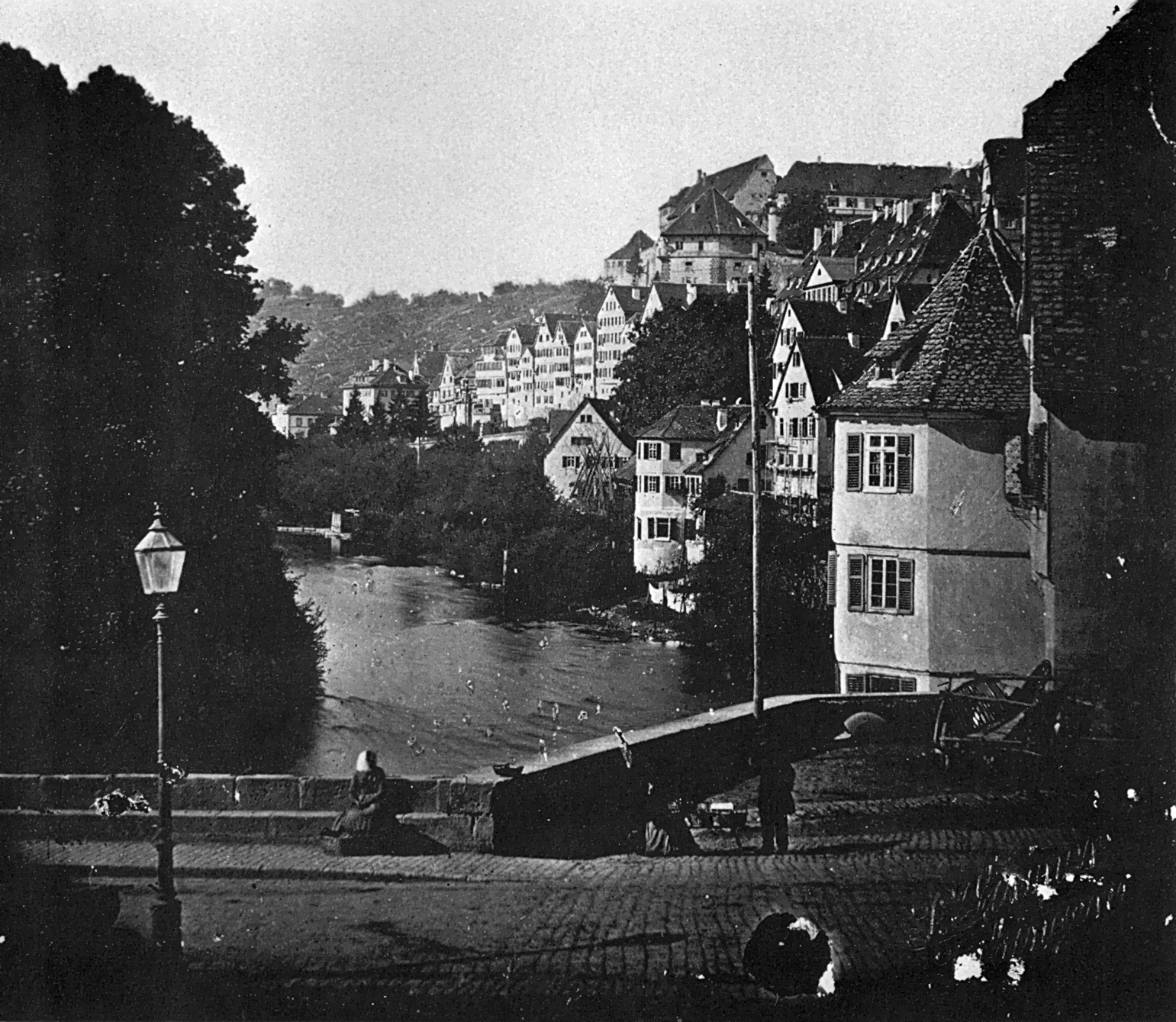
Wieża w 1875 roku (przed pożarem).

W 1943 roku powstało Towarzystwo Hölderlinowskie, które przejęło opiekę nad budynkiem. W 1954 roku urządziło ono na parterze wystawę fotograficzną. Dopiero w 1978 roku wystawę poszerzono i nadano jej nazwę „Hölderlin w Tybindze”, a turystom zaczęto pokazywać pokój na piętrze, jako miejsce w którym mieszkał poeta. W 1984 roku przeprowadzono kolejny remont podczas którego odsłonięto część średniowiecznych fundamentów oraz przywrócono układ pomieszczeń  z czasów Hölderlina. Towarzystwo ma swoją siedzibę w budynku muzealnym, organizuje spotkania, odczyty oraz wydaje biuletyn. W 2015 roku  miasto zawarło z Towarzystwem nową umowę na mocy której zarząd nad muzeum przejęło miasto. Towarzystwo zachowało prawo do korzystania z budynku. 

## Remont w 2017 roku
Od sierpnia 2017 do lutego 2020 budynek przeszedł kolejny remont. Zaplanowano, że zostanie ukończony przed obchodami 250. rocznicy urodzin Friedricha Hölderlina, która przypadała 20 marca 2020 roku. Uroczyste otwarcie wieży miało miejsce 16 lutego 2020 roku. Uczestniczyła w nim burmistrz Tybingi Daniela Harsch.

## Muzeum
Zwiedzanie Museum Hölderlinturm Tübingen jest bezpłatne. W 2020 roku otwarto nową multimedialna wystawę stałą, która opowiada o pobycie poety w wieży, jego gościach, ale również o czasach studenckiego pobytu w Tybindze.

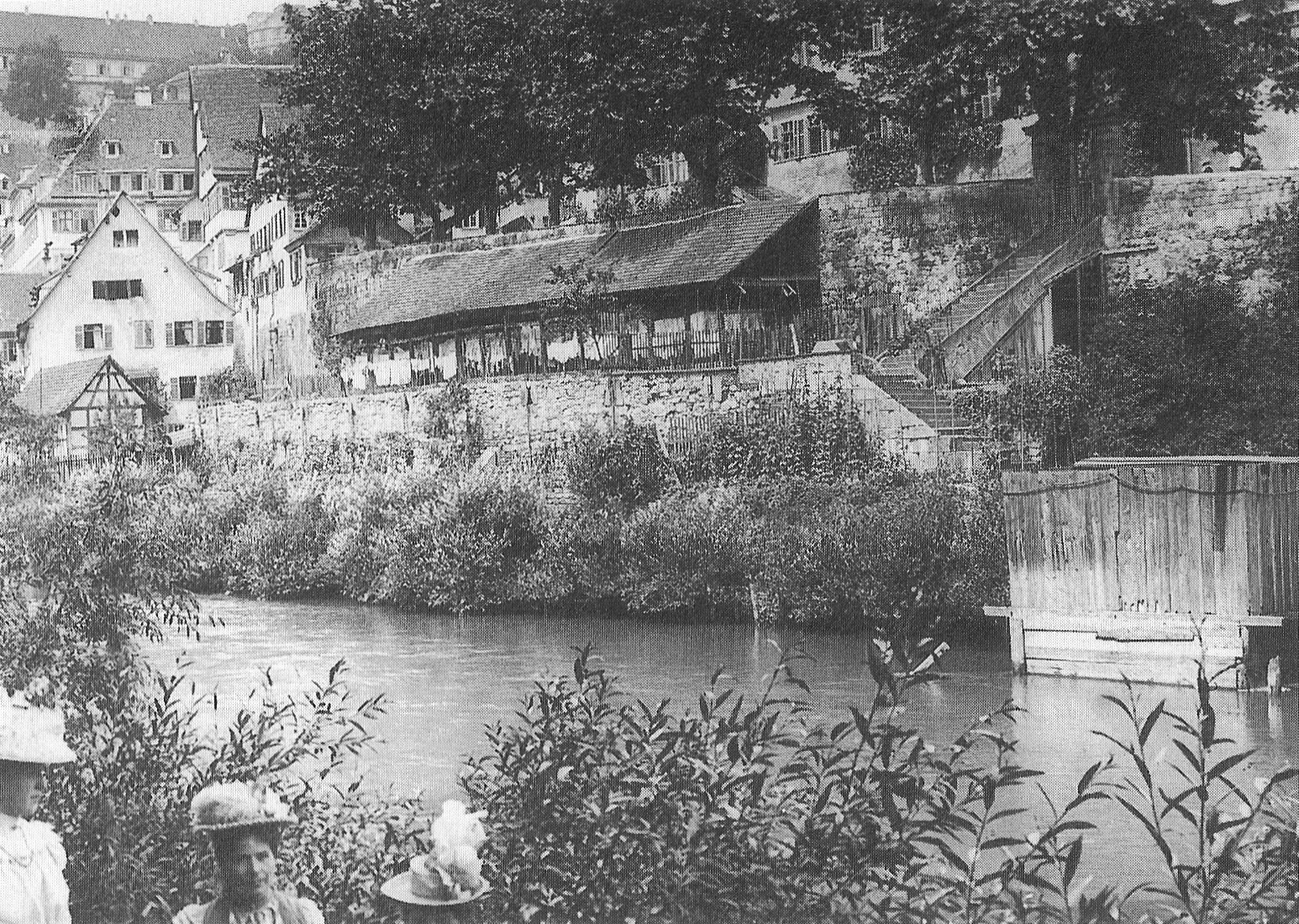
Ogród przed 1875 (w okresie gdy działała łaźnia) i schody prowadzące z kliniki do ogrodu.

## Ogród
W czasach Hölderlina wieża przy wieży był tylko mały ogródek zielny, dobudowany w 1876 roku. Część terenu zielonego pomiędzy budynkiem, a brzegami Neckaru należała kliniki psychiatrycznej, w której przed zamieszkaniem w wieży leczył się Hölderlin. Dr Autenrieth kupił go, aby w razie pożaru był dobry dostęp do wody. We wrześniu 1806 roku ukończono kamienne schody prowadzące z terenu kliniki do ogrodu. Pacjenci kliniki nie tylko spacerowali po ogrodzie, ale również zachęcano ich do kąpieli, które miały pomagać na „melancholię i hipochondrię”. W ramach leczenia po ogrodzie spacerował też Hölderlin.
W tym czasie ogród był podzielony na kilka działek. Uprawiano na nich warzywa lub suszono odzież. Gdy wieża stała się miejscem pamięci o poecie wszystkie działki zostały połączone i stały się one ogrodem muzealnym. W 1956 roku w ogrodzie umieszczono rzeźbę Ivo Beuckera zatytułowaną „Hölderlin”.
Przy okazji remontu wieży (rozpoczętego w 2017 roku) Fundacja Wüstenrot sfinansowała odnowienie ogrodu, przeznaczając na ten cel 400 000 €. Otwarcie zaplanowane na 19 lipca 2020 roku zostało przełożone z powodu pandemii koronawirusa. W ogrodzie umieszczono 4 tablice informujące o jego historii. Zasadzono krzewy róż i winogron. Odrestaurowano schody prowadzące do Bursaplatz. 